# General Educational Development

Logo GED Testing Service, jedynego autoryzowanego dostawcy testu GED

General Educational Development (GED) – amerykański egzamin, powszechnie uznawany za odpowiednik dyplomu ukończenia szkoły średniej. Aby go zdać, należy uzyskać wynik lepszy niż 60% uczniów kończących szkołę średnią w całym kraju. Egzamin pierwotnie wprowadzono, by pomóc weteranom II wojny światowej w powrocie do życia w kraju. W sumie zdało go ponad 15 milionów ludzi. Posiada go 1/7 Amerykanów z wykształceniem średnim i 1/20 studentów. 70% odbiorców GED ukończyło przynajmniej 10 klas przed opuszczeniem szkoły, ich przeciętny wiek to 24 lata.